# Heinrich Fasching

Wappen Faschings als Weihbischof der Diözese St. Pölten

Heinrich Fasching (* 24. Mai 1929 in Höfnerberg bei Pierbach, Oberösterreich; † 1. Juni 2014 in St. Pölten) war ein Weihbischof der Diözese St. Pölten.

## Leben
Heinrich Fasching besuchte ab 1940 das Gymnasium Waidhofen an der Thaya und ab 1945 das Stiftsgymnasium Melk. Nach der Matura trat er 1949 in das Priesterseminar der Diözese St. Pölten ein und studierte dort Philosophie und Theologie. Am 29. Juni 1954 empfing er die Priesterweihe. Er war Kaplan in Randegg, Loosdorf und St. Valentin und 1956/57 Vizerektor des Bischöflichen Seminars in Melk. Danach studierte er an der Universität Gregoriana in Rom Kanonisches Recht und wurde zum Dr. iur. can. promoviert.
Ab 1960 war er Subregens des Priesterseminars in St. Pölten, Vizeoffizial des Diözesangerichts, Ordinariatssekretär und Diözesanseelsorger der Katholischen Arbeiterjugend (Mädchen). Von 1968 bis 1970 war er Kirchenrechtsprofessor an der Philosophisch-theologischen Hochschule St. Pölten. Von 1970 bis 1993 war er Ordinariatskanzler und Direktor des Diözesanbauamtes. Seit 1976 war er Mitglied des Domkapitels, 1995 wurde er Dompropst, 1983 stellvertretender Generalvikar. Am 1. Oktober 1991 wurde er zum Generalvikar ernannt und wurde von Bischof Kurt Krenn mit der inneren Leitung der Diözese beauftragt.
Am 24. Mai 1993 wurde er von Papst Johannes Paul II. zum Weihbischof und Titularbischof von Acci ernannt. Die Bischofsweihe spendete ihm 4. Juli 1993 Bischof Kurt Krenn; Mitkonsekratoren waren Altbischof Franz Žak und Bischof Maximilian Aichern von Linz. Sein bischöflicher Wahlspruch lautete „Propter nos homines“ („Wegen uns Menschen“).
In der österreichischen Bischofskonferenz erhielt er das Referat Weltkirche übertragen. Von 1994 bis 2003 war er Vorsitzender der Österreichischen Kommission Iustitia et Pax, 1997 wurde er Präsident von Pax Christi Österreich. Er war Vorsitzender der Koordinierungsstelle der Österreichischen Bischofskonferenz für internationale Entwicklung und Mission (KOO) und Referatsbischof für die Päpstlichen Missionswerke „Missio“ und die Missions-Verkehrs-Arbeitsgemeinschaft Österreich „MIVA“.
Am 24. Mai 2004 reichte er aus Altersgründen sein Rücktrittsgesuch ein. Bevor das Rücktrittsgesuch durch den Papst angenommen wurde, teilte ihm Bischof Kurt Krenn am 30. September 2004 die Abberufung als Generalvikar mit. Bischof Klaus Küng, der zu diesem Zeitpunkt Visitator für die Diözese St. Pölten war, stellte fest, dass diese Entbindung nicht rechtskräftig sei. Am 7. Oktober wurde Faschings Rücktrittsgesuch von Papst Johannes Paul II. angenommen.
Bestattet ist Fasching in der Bischofsgruft des St. Pöltner Doms.

## Auszeichnungen
- Jakob-Prandtauer-Preis für Wissenschaft und Kunst der Stadt St. Pölten (1989)
- Silbernes Komturkreuz des Ehrenzeichens für Verdienste um das Bundesland Niederösterreich (1992)
- Elisabethpreis der Caritas St. Pölten für seine Verdienste um die Aufbauarbeit in der Caritas der Diözese St. Pölten (2008)

## Werke
- Die Chorherrenstifte von Wiener Neustadt. Wiener Dom-Verlag, Wien 1966
- Dom und Stift St. Pölten und ihre Kunstschätze. Niederösterr. Pressehaus, St. Pölten u. a. 1985, ISBN 3-85326-727-0
- Die Domkapitel von Wiener Neustadt. Rechtsfragen in Kirche und Staat, Graz 1987
- Die zweite St. Pöltner Diözesansynode 1937. Niederösterr. Pressehaus, St. Pölten 1987
- Propst Johann Michael Führer von St. Pölten. Absetzung und letzte Lebensjahre (1739–1745). Niederösterr. Pressehaus, St. Pölten 1991
- Das Theologische Kanonikat am Domkapitel St. Pölten. Phil.-Theol. Hochsch. d. Diözese St. Pölten, St. Pölten 2002, ISBN 3-901863-13-3
- Die Wiener Konstitutionen für Regulierte Augustiner Chorherren in Österreich im 15. Jahrhundert, St. Pölten 2008, ISBN 3-901863-31-1
- Buchbach: Heimatdorf und Heimatkirche, St. Pölten 2009, ISBN 3-901863-32-X